# Patxi Saez Beloki
Patxi Saez Beloki (Beasain, Guipúscoa, País Basc, 8 de març de 1964) és un sociolingüista basc membre de la Reial Acadèmia de la Llengua Basca-Euskaltzaindia. Llicenciat en Ciències Socials i de la Informació i especialista en Planificació Lingüística per la Universitat del País Basc.

## El Paradigma del Carro
El 12 de febrer de 2016, a Bilbao, a la seu oficial de la Reial Acadèmia de la Llengua Basca, davant més d'un centenar d'acadèmics, investigadors i especialistes en llengua basca, va presentar per primera vegada el Paradigma del Carro, també anomenat Paradigma de la Necessitat Natural.
El Paradigma del Carro proposa un nou paradigma sociolingüístic per a la revitalització de les llengües minoritzades. És un arquetip o patró teòric que articula el carro de la revitalització de les llengües sobre dues rodes motrius —la de l'adquisició de la llengua i la de la seva utilització— que giren simultàniament sobre un mateix eix retroalimentant-se mútuament. La tracció del carro de la revitalització lingüística s'origina per la necessitat vital i funcional d'utilitzar la llengua com a instrument de comunicació social per a satisfer les necessitats humanes. És així que el constructe teòric del Paradigma del Carro està interconnectat amb la Piràmide de Maslow o jerarquia de les necessitats humanes.
Segons determina aquest marc teòric, la revitalització lingüística de tota llengua ha de començar per atendre i satisfer, en un primer moment, les necessitats humanes de comunicació efectives i afectives més bàsiques i primitives de l'individu (com són les relacions materno-filials i familiars, així com les relacions més íntimes d'amistat i confraternitat). Després de satisfer les necessitats vitals de comunicació de la primera socialització de l'individu la revitalització lingüística ha de centrar-se en les necessitats naturals de comunicació de la segona socialització com l'educació i culturització de l'individu en la qual intervenen agents socialitzadors tan importants com l'escola i els mitjans de comunicació amb un paper molt rellevant per a internet i les xarxes socials. Finalment, segons el Paradigma del Carro, l'activitat humana per antonomàsia, vinculada estretament amb l'evolució social i que és transversal a totes les necessitats humanes, és el treball. Amb el treball se satisfà des de la necessitat humana més primigènia, com és la necessitat vital d'alimentació, fins a la més complexa o sofisticada, com és l'auto-realització de l'ésser humà, situada en la cúspide de la Piràmide de Maslow. Per tant, la recuperació efectiva de tota llengua, quant a instrument de comunicació social, es culmina amb la normalització de la llengua en l'àmbit laboral, activitat central de l'organització social de l'individu.